# Guayana Brasilera

Brasil (en verde) fue una colonia de Portugal (en amarillo) durante tres siglos.

" Guiana Brasileira " ( tdl. ‘Brazilian Guiana'   ) es un meme de Internet que surgió en las redes sociales en 2025, satirizando a Portugal como si fuera una extensión territorial de Brasil. La broma comenzó tras la polémica en torno al anuncio de la contratación de la jugadora portuguesa Kika Nazareth por el equipo femenino del Barcelona, que fue anunciado con la expresión brasileña " Fala, galera! " ( tdl. ‘Hola, gente!’   ). La broma provocó críticas por parte de muchos portugueses, que consideraron la expresión inapropiada y "demasiado brasileña ". En respuesta, los usuarios de Internet brasileños acuñaron el término " Guiana Brasileira " para referirse a Portugal, sugiriendo de forma lúdica una " recolonización inversa " del país europeo.

## Origen
El meme comenzó en noviembre de 2024, cuando el Barcelona anunció el fichaje de Kika Nazaret con el saludo " Fala, galera! " (tdl. ‘Hola, gente!’), una frase típicamente brasileña. A raíz de esto, muchos aficionados portugueses expresaron su descontento, acusando al Barcelona de "brasilianismo" y de faltarle el respeto a los portugueses europeos, contribuyendo a una creciente preocupación en Portugal por la influencia del portugués brasileño, especialmente a través de los youtubers vistos por niños. En enero de 2024, una página portuguesa antiinmigración en X (antes Twitter) se volvió viral después de criticar el uso del portugués brasileño en las señales de tráfico en la ciudad de Sintra, en la región de Lisboa. La publicación generó controversia al acusar a las expresiones brasileñas de socavar el portugués europeo. La reacción negativa de algunos usuarios de redes sociales portugueses llevó a los brasileños a luego acuñar el término " Guiana Brasileira " ( tdl. ‘Brazilian Guiana’   ), en referencia a la Guayana Francesa, un departamento francés de ultramar en América del Sur. La broma se extendió rápidamente por las redes sociales, especialmente en TikTok, X e Instagram. 
Otro punto de controversia relacionado al meme es el Acuerdo Ortográfico en Lengua Portuguesa de 1990, que pretendía unificar la ortografía en todos los países de habla portuguesa. Aunque el acuerdo se implementó en Portugal hace más de una década, sigue siendo controvertido. En 2025, se creó un nuevo grupo de trabajo para “refinar” el acuerdo, citando ambigüedades, omisiones y fallas en su forma actual.

## Desarrollo
A medida que el meme se hizo popular, surgieron varios apodos y bromas para Portugal, como " Pernambuco em Pé " ( tdl. ‘Pernambuco en pie’  , en alusión al formato territorial de Pernambuco y Portugal), " Mato Grosso do Norte " ( tdl. ‘Northern Mato Grosso’   ), " Faixa de Gajos " ( tdl. ‘Guys' Strip’   ), " Rio Grande de Fora " ( tdl. ‘Outer Rio Grande’   ), y " Porto de Gajinhas " ( tdl. ‘Little Girls' Port’ , entre otros, todos haciendo referencia elementos culturales o a estados brasileños. Lisboa pasó a llamarse " Vitória da Reconquista " ( tdl. ‘Victory of the Reconquest’  , en referencia a la ciudad brasileña de Vitória_da_Conquista ), y otros nombres satíricos com otros topónimos, como " Ouro Roubado " " ( tdl. ‘Stolen Gold’  ; una referencia a Ouro Preto ) y " Raparigas Gerais " ( tdl. ‘General Girls’  ; jugando con el nombre de Minas Gerais, el término Minas como jerga para mujeres jóvenes, y el hecho de que " rapariga " ", que también significa joven mujer en Portugal, tiene una connotación negativa en Brasil). También se crearon banderas, monedas, himnos y lemas ficticios, como " Ordem e Bacalhau " ( tdl. ‘Order and Codfish’  ; un juego de palabras con el lema de Brasil " Order and Progress "), así como mapas que muestran a Portugal como parte del territorio brasileño. Vídeos generados por Inteligencia Artificial mostraban a figuras públicas portuguesas, como Cristiano Ronaldo, "postulándose" al cargo político de gobernador del supuesto 27.º estado brasileño.
El meme también hace burla de la cantidad de brasileños que viven en la actualidad en Portugal, así como de los lazos históricos entre los países. Los chistes también incluyeron afirmaciones de que en Brasil ahora hablaría el idioma "brasileño", mientras que Portugal quedaría relegado a hablar el idioma "brasileño arcaico" o "brasileño prehistórico". Además, resurgió, en llave de humor, la acusación de que «Portugal robó el oro de Brasil ». En Google Maps, se creó una ubicación que permitía a las personas encontrar Portugal buscando " Guiana Brasileira ". El chiste también apareció en Wikipedia, donde los usuarios crearon páginas ficticias y inventando incluso un supuesto "acuerdo histórico" para la anexión de Portugal. Estas ediciones de Wikipedia permanecieron activas durante unos minutos o varias horas.  E incluso se creó un sitio web satírico para promocionar Portugal como destino turístico bajo el nombre de " Guiana Brasileira ".

## Recepción
La reacción al meme fue variada. Aunque muchos de los brasileños lo consideraron una diversión inofensiva, varios portugueses expresaron su descontento, calificándolo de irrespetuoso, ofensivo y " vergonzoso ".